# Neuhäusel (Nadrenia-Palatynat)
Neuhäusel – miejscowość i gmina w Niemczech, w kraju związkowym Nadrenia-Palatynat, w powiecie Westerwald, wchodzi w skład gminy związkowej Montabaur.